# Ilse Decho
Ilse Decho (* 9. Dezember 1915 in Leipzig als Helene Ilse Schmidt; † 16. Januar 1978 in Leipzig) war eine deutsche Glas- und Porzellangestalterin.

## Leben und Werk

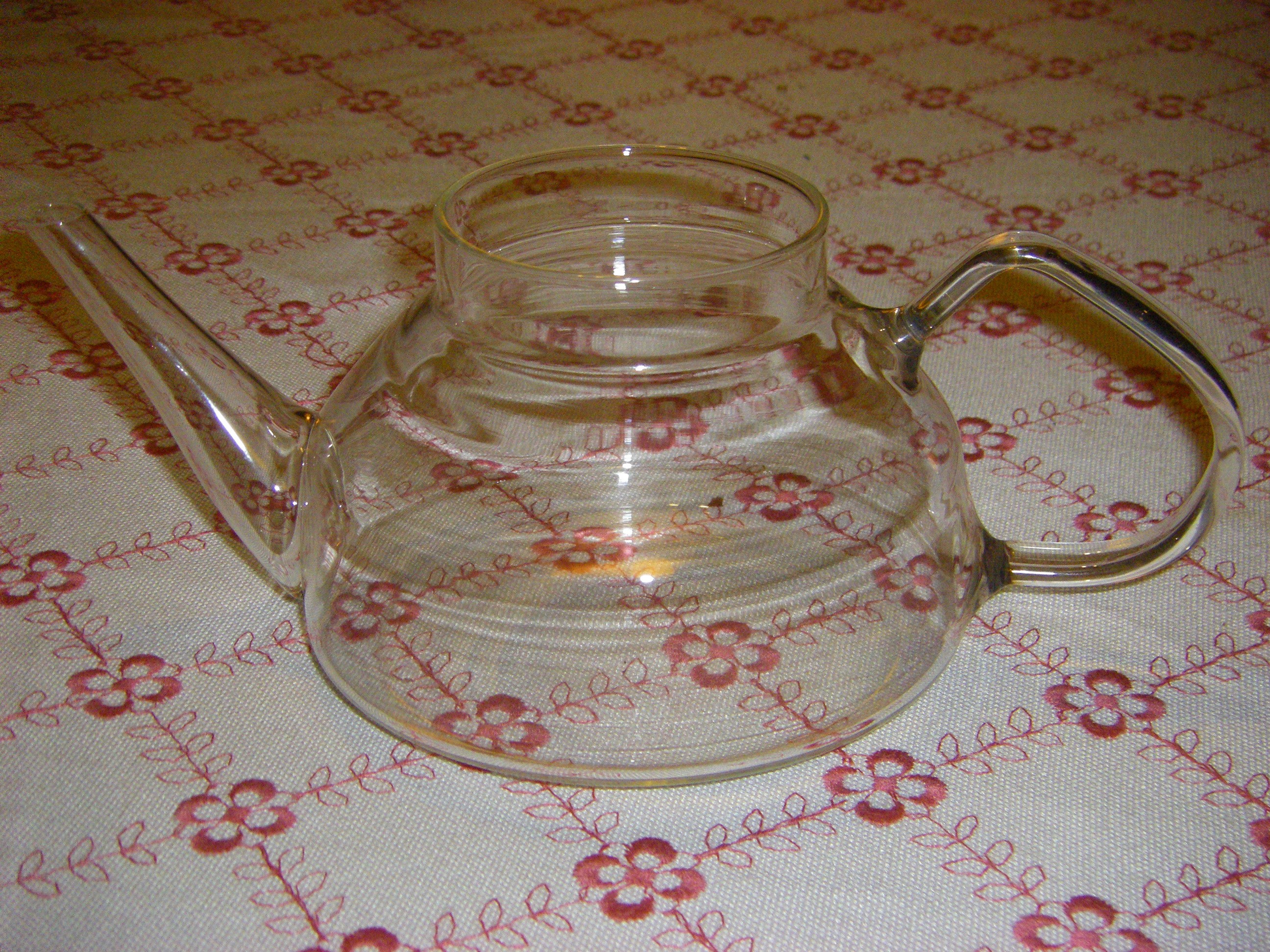
Teekanne aus Jenaer Glas

Decho absolvierte eine kaufmännische Ausbildung, besuchte von 1936 bis 1938 in Leipzig die Abendschule der Staatlichen Akademie für graphische Künste und Buchgewerbe und studierte 1947 bis 1949 bei Lieselotte Oehring-Höhne Glasgestaltung an der Kunstgewerbeschule Leipzig. Danach arbeitete sie bis 1966 als freischaffende Kunsthandwerkerin und Formgestalterin in Leipzig. Anschließend unterrichtete sie als Dozentin für Glasgestaltung und von 1974 bis zu ihrer Emeritierung 1975 als Professorin an der Hochschule für industrielle Formgestaltung Halle, Burg Giebichenstein in Halle (Saale).
Dechos gestalterisches Werk umfasst unter anderem Koch- und Bratgeräte sowie das Teeservice 5000 aus Jenaer Glas (entworfen 1962–1963) für das VEB Jenaer Glaswerk Schott & Gen., das Service und die Kelchglasserie Julia (entworfen 1963) für das VEB Porzellanwerk Freiberg sowie für das VEB Porzellanwerk Ilmenau „Graf von Henneberg“ das Speise-, Kaffee- und Mokkaservice Daphne (entworfen 1964) sowie das Kaffee- und Mokkaservice Atlas (entworfen 1973). Daneben schuf sie Objekte der freien Glasgestaltung.
Decho war ab 1950 Mitglied des Verbands Bildender Künstler der DDR und von 1954 bis 1971 Mitglied in der Gutachterkommission Glas/Keramik des Deutschen Amtes für Messwesen und Warenprüfung.
Ilse Dechos hatte eine große Zahl von Einzelausstellungen und Ausstellungsbeteiligungen, in der DDR u. a. von 1958 bis 1973 von der Vierten Deutsche Kunstausstellung bis zur VII. Kunstausstellung der DDR in Dresden, und in der Bundesrepublik, in Ägypten, Bulgarien, der CSSR, in Finnland, Frankreich, Italien, Jugoslawien, Polen, Schweden und der UdSSR.

## Ehrungen
- 1956: Goldmedaille der Kunsthandwerkermesse in München
- 1957: Diplom der II. Triennale des Kunsthandwerks in Mailand
- 1960: Medaille für ausgezeichnete Leistungen
- 1963 und 1964: Goldmedaillen der Leipziger Messe
- 1964: Goldmedaille des Ministeriums für Kultur
- 1964: Diplom des 22. Internationalen Wettbewerbs der Kunstkeramik in Faenza
- 1965: Kunstpreis der Stadt Leipzig
- 1966: Kunstpreis der DDR
- 1968: Diplom der Design-Biennale Ljubljana
- 1970: Bronzemedaille der Allunionsausstellung in Moskau
- postum 2000: Benennung einer Straße in Leipzig nach Ilse Decho (Ilse-Decho-Weg)

## Öffentliche Sammlungen mit Werken Ilse Dechos (unvollständig)
- Berlin: Kunstgewerbemuseum
- Dresden: Kunstgewerbemuseum[3]
- Eisenhüttenstadt: Museum Utopie und Alltag
- Leipzig: GRASSI-Museum für Angewandte Kunst